# Mistrzostwa Świata w Piłce Nożnej 1938 (składy)
Składy finalistów III Mistrzostw Świata w Piłce Nożnej w 1938 rozgrywanych we Francji.
 Belgia
Trener: Jack Butler
Arnold Badjou, Robert Braet, Raymond Braine, Jack Butler, Fernand Buyle, Jean Capelle, Arthur Ceuleers, Pierre Dalem, Alfons De Winter, Jean Fievez, Frans Gommers, Paul Henry, Henri Isemborghs, Joseph Nelis, Robert Paverick, Jean Petit, Corneel Seys, Philibert Smellinckx, Émile Stijnen, John Van Alphen, Charles Vanden Wouwer, André Vandeweyer, Bernard Voorhoof
 Brazylia
Trener: Adhemar Pimenta
Afonsinho, Argemiro, Bartescko, Batatais, Brandão, Britto, Domingos, Hércules, Jaú, Leônidas, Lopes, Luisinho, Artur Machado, Martim Silveira, Nariz, Niginho, Perácio, Roberto Emílio da Cunha, Romeu, Tim, Walter, Zezé Procópio
 Czechosłowacja
Trener: Josef Meissner
Jaroslav Bouček, Vojtěch Bradáč, Jaroslav Burgr, Karel Burkert, Pavel Černý, Ferdinand Daučík, Václav Horák, Karel Kolský, Vlastimil Kopecký, Josef Košťálek, Arnošt Kreuz, Josef Ludl, Oldřich Nejedlý, Otakar Nožiř, Josef Orth, František Plánička, Antonín Puč, Jan Říha, Oldřich Rulc, Karel Senecký, Ladislav Šimůnek, Josef Zeman
 Francja
Trener: Gaston Barreau
Alfred Aston, Jean Bastien, Abdelkader Ben Bouali, François Bourbotte, Michel Brusseaux, Hector Cazenave, Roger Courtois, Julien Darui, Edmond Delfour, Laurent Di Lorto, Raoul Diagne, Oscar Heisserer, Lucien Jasseron, Auguste Jordan, Ignace Kowalczyk, René Llense, Étienne Mattler, Jean Nicolas, Martin Povolny, Jules Vandooren, Émile Veinante, Mario Zatelli
 Holandia
Trener: Bob Glendenning
Wim Anderiesen, Dick Been, Bertus Caldenhove, Piet de Boer, Arie de Winter, Daaf Drok, Frans Hogenbirk, Niek Michel, Karel Ooms, Bas Paauwe, René Pijpers, Hendrikus Plenter, Piet Punt, Kick Smit, Bertus de Harder, Frans van der Veen, Gerard van Heel, Adri van Male, Henk van Spaandonck, Leen Vente, Mauk Weber, Frank Wels
 Indie Holenderskie
Trener: Johan Mastenbroek
Sutan Anwar, Beuzekom, Tan Djien, Gerrit Faulhaber, Jan Harting, Frederik Hukom, Kolle, Frans Meeng, Tan Mo Heng, Nawir, Tjaak Pattiwael, Jack Sanniels, Tan Se Han, Suvarte Soedermadji, Henk Sommers, Hans Taihuttu, Rudi Telwe, G. Van Den Burgh
 Kuba
Trener: José Tapia
Juan Alonzo, Joaquín Arias, Juan Ayra, Jacinto Barquín, Pedro Berges, Benito Carvajales, Manuel Chorens, Tomás Fernández, Pedro Ferrer, Arturo Galceran, José Magriñá, Carlos Oliveira, José Rodriguez, Héctor Socorro, Mario Sosa, Juan Tuñas
 Niemcy
Trener: Sepp Herberger
Fritz Buchloh, Josef Gauchel, Rudolf Gellesch, Ludwig Goldbrunner, Wilhelm Hahnemann, Hans Jakob, Paul Janes, Albin Kitzinger, Andreas Kupfer, Ernst Lehner, Hans Mock, Reinhold Münzenberg, Leopold Neumer, Hans Pesser, Rudolf Raftl, Willibald Schmaus, Otto Siffling, Stefan Skoumal, Jakob Streitle, Josef Stroh, Fritz Szepan, Franz Wagner
 Norwegia
Trener: Asbjørn Halvorsen
Roald Amundsen, Oddmund Andersen, Gunnar Andreassen, Hjalmar Andresen, Arne Brustad, Knut Brynildsen, Nils Eriksen, Odd Frantzen, Sverre Hansen, Kristian Henriksen, Rolf Holmberg, Øivind Holmsen, Arne Ileby, Magnar Isaksen, Rolf Johannessen, Henry Johansen, Jørgen Juve, Anker Kihle, Reidar Kvammen, Alf Martinsen, Sverre Nordby, Frithjof Ulleberg
 Polska
Trener: Józef Kałuża
Stanisław Baran, Walter Brom, Ewald Cebula, Ewald Dytko, Antoni Gałecki, Edmund Giemsa, Wilhelm Góra, Bolesław Habowski, Józef Korbas, Kazimierz Lis, Antoni Łyko, Edward Madejski, Erwin Nyc, Ryszard Piec, Wilhelm Piec, Leonard Piątek, Fryderyk Scherfke, Władysław Szczepaniak, Edmund Twórz, Jan Wasiewicz, Ernest Wilimowski, Gerard Wodarz
 Rumunia
Trener: Alexandru Săvulescu i Constantin Rădulescu
Iuliu Barátky, Andrei Bărbulescu, Silviu Bindea, Iuliu Bodola, Ioan Bogdan, Gheorghe Brandabura, Coloman Braun-Bogdan, Rudolf Bürger, Vasile Chiroiu, Vintilă Cossini, Mircea David, Ștefan Dobay, Iacob Felecan, Nicolae Kovács, Ioachim Moldoveanu, Nicule Nagy, Dumitru Pavlovici, Iuliu Prassler, Gheorghe Rășinaru, Ladislau Raffinsky, Robert Sadowski, Lazăr Sfera
 Szwajcaria
Trener: Karl Rappan
André Abegglen, Paul Aeby, Georges Aeby, Lauro Amadò, Erwin Ballabio, Alfred Bickel, Renato Bizzozero, Alessandro Frigerio, Tullio Grassi, Albert Guinchard, Willy Huber, Leopold Kielholz, August Lehmann, Ernst Lörtscher, Severino Minelli, Oscar Rauch, Eugen Rupf, Hermann Springer, Adolf Stelzer, Sirio Vernati, Fritz Wagner, Eugen Walaschek
 Szwecja
Trener: József Nagy
Henock Abrahamsson, Erik Almgren, Åke Andersson, Harry Andersson, Sven Bergqvist, Curt Bergsten, Ivar Eriksson, Karl-Erik Grahn, Knut Hansson, Sven Jacobsson, Sven Jonasson, Olle Källgren, Einar Karlsson, Tore Keller, Folke Lind, Arne Linderholm, Erik Nilsson, Arne Nyberg, Erik Persson, Gustav Sjöberg, Kurt Svanström, Gustav Wetterström
 Węgry
Trener: Károly Dietz i Alfréd Schaffer
István Balogh, Dániel Bíró, Sándor Bíró, László Cseh, János Dudás, József Háda, Vilmos Kohut, Lajos Korányi, Gyula Lázár, József Pálinkás, Gyula Polgár, Béla Sárosi, György Sárosi, Ferenc Sas, Antal Szabó, Antal Szalay, György Szűcs, Pál Titkos, Géza Toldi, József Turay, Jeno Vincze, Gyula Zsengellér
 Włochy
Trener: Vittorio Pozzo
Michele Andreolo, Sergio Bertoni, Amedeo Biavati, Carlo Ceresoli, Bruno Chizzo, Gino Colaussi, Aldo Donati, Giovanni Ferrari, Pietro Ferraris, Alfredo Foni, Mario Genta, Ugo Locatelli, Guido Masetti, Giuseppe Meazza, Eraldo Monzeglio, Aldo Olivieri, Renato Olmi, Pietro Pasinati, Mario Perazzolo, Silvio Piola, Pietro Rava, Pietro Serantoni